# Alessandro Giraudo
Alessandro Giraudo (Turim, 9 de dezembro de 1968) é um prelado italiano da Igreja Católica, atual bispo auxiliar da Arquidiocese de Turim.

## Biografia
Alessandro Giraudo nasceu em 9 de dezembro de 1968 em Turim, província de mesmo nome e arquidiocese. Estudou Filosofia e Teologia no Seminário Arquiepiscopal e foi ordenado sacerdote pela Arquidiocese de Turim em 12 de junho de 1993. Obteve o Doutorado em Direito Canônico com especialização em Direito na Pontifícia Universidade Gregoriana de Roma.
Exerceu os seguintes cargos: Vigário Paroquial na Nostra Signora delle Vittorie (1993-1996) e em S. Maria di Testona (1995-1999) em Moncalieri; colaborador da paróquia de S. Apostoli em Turim (2002-2010); desde 2002, Professor de Direito Canônico na Seção Paralela de Turim da Faculdade Teológica do Norte da Itália e, desde 2004, também no Instituto Superior de Ciências Religiosas de Turim; Defensor do vínculo (2002-2005), Juiz (2005-2009) e Vigário Judicial Adjunto (2009-2016) do Tribunal Eclesiástico Regional do Piemonte; desde 2005, Juiz do Tribunal Eclesiástico Diocesano e Metropolitano de Turim; desde 2016, Reitor da Basílica de Corpus Domini em Turim, Chanceler da Cúria Arquiepiscopal, Diretor do Arquivo Arquiepiscopal de Turim e Juiz do Tribunal Eclesiástico Interdiocesano Piemonte; desde 2017, Diretor do Escritório para a Disciplina dos Sacramentos; desde 2018, Cônego do Capítulo Metropolitano; a partir de 2022, Vigário Geral.
Em 22 de outubro de 2022, o Papa Francisco o nomeou como bispo auxiliar de Turim. Foi consagrado em 15 de janeiro de 2023, na Catedral de Turim, por Roberto Repole, arcebispo de Turim, coadjuvado por Cesare Nosiglia, arcebispo emérito de Turim e por Guido Fiandino, bispo auxiliar emérito.